# Sven Förster
Sven Förster (* 12. August 1965 in Dresden) ist ein ehemaliger deutscher Fußballspieler. In der höchsten Spielklasse des DDR-Fußballs, der Oberliga, spielte er für die SG Dynamo Dresden und den 1. FC Union Berlin.

## Sportliche Laufbahn

### Gemeinschafts-, Club- und Vereinsstationen
Der gebürtige Dresdner begann 1972 bei der FSV Lokomotive Dresden organisiert mit dem Fußballspielen. Sechs Jahre später wurde er zur SG Dynamo Dresden delegiert. Beim mehrfachen DDR-Meister rückte der Defensivakteur nach Ende der Nachwuchszeit, in der er unter Coach Eduard Geyer 1983/84 in der wiedereingeführten Juniorenoberliga gespielt hatte, in den Kader der Reserveelf auf, die in der zweitklassigen Liga im überregionalen DDR-Fußball antrat. Dort gehörte er 1984/85 und 1985/86 zu den Stammkräften.
In diesen beiden Spielzeiten wurde er vom Trainer des Oberligateams, Klaus Sammer, insgesamt viermal in der höchsten Spielklasse des ostdeutschen Fußballs eingesetzt. Beim hohen 8:3-Heimsieg der Dynamos gegen die BSG Motor Suhl am 24. Spieltag der Saison 1984/85 wurde er eine knappe Viertelstunde vor Spielende für Dirk Losert eingewechselt. Im folgenden Spieljahr war unter seinen drei Einsätzen eine Partie in der Startformation der SGD.
Im Sommer 1986 wechselte der Sportlehrerstudent aus Dresden, dessen 1. Mannschaft nun von Försters früherem Juniorencoach Geyer trainiert wurde, zum 1. FC Union Berlin. Zählte er in seiner ersten Saison bei den Eisernen noch zum erweiterten Stamm (15 Partien, vier Tore) des Ost-Berliner Fußballclubs, wurde Förster zu Beginn der Spielzeit 1987/88 nur noch zweimal aufgeboten. Der Einsatz am 9. Spieltag zu Hause gegen den 1. FC Lokomotive Leipzig (0:2) war sein 21. und letztes Erstligaspiel. Kurz darauf, im Herbst 1987, wechselte der frühere Auswahlspieler zum Zweitligisten BSG Rotation Berlin. Nach der Winterpause 1989/90 war er in der Wendesaison der Liga für die BSG Stahl Riesa aktiv.
Nach der Wiedervereinigung stand er unter anderem bei Tennis Borussia Berlin, den Reinickendorfer Füchsen, beim SC Union 06 Berlin und beim SV Preußen Berlin auf dem Platz. 1996/97 war Förster für den 1. FSV Schwerin in der viertklassigen Oberliga Nordost am Ball.

### Auswahleinsätze
Der Dresdner gewann mit der Juniorennationalelf des DFV im Spätsommer 1983 die Jugendwettkämpfen der Freundschaft. Förster gehörte auch zu den 18 nominierten Spielern der DDR-Auswahl für die U-18-EM 1984 in der Sowjetunion. Aufgrund einer kurz vor Turnierstart erlittenen Verletzung wurde Holger Fandrich vom BFC Dynamo für den Dresdner von Trainer Frank Engel in die UdSSR mitgenommen.
Bevor seine Oberligakarriere bereits mit 22 Jahren endete, gelang dem 1,93 Meter großen Förster auch der Sprung in die DDR-U-21-Nationalmannschaft. Von August 1985 bis November 1986 bestritt er in diesem Team fünf Partien, wobei er seinen einzigen Treffer bei seinem Debüt für die Nachwuchsauswahl erzielte.